# Мірчешть (Молдова)
Мірчешть (рум. Mircești) — село в Унгенському районі Молдови. Входить до складу комуни, адміністративним центром якої є село Богеній-Ной.

## Населення
За даними перепису населення 2004 року у селі проживали 406 осіб.
Національний склад населення села:
| Національність       | Кількість осіб | Відсоток     |
| -------------------- | -------------- | ------------ |
| молдавани румуни     | 399 2          | 98,3 % 0,5 % |
| українці             | 2              | 0,5 %        |
| росіяни              | 2              | 0,5 %        |
| інша / без відповіді | 1              | 0,2 %        |
| Всього               | 406            | 100 %        |